# Syngonanthus bellus
Syngonanthus bellus är en gräsväxtart som beskrevs av Harold Norman Moldenke. Syngonanthus bellus ingår i släktet Syngonanthus och familjen Eriocaulaceae. Inga underarter finns listade i Catalogue of Life.